# Fatouville-Grestain
Fatouville-Grestain es una localidad y comuna francesa situada en la región de Alta Normandía, departamento de Eure, en el distrito de Bernay y cantón de Beuzeville.

## Demografía
| 593 | 559 | 504 | 614 | 682 | 666 | 757 | 772 | 708 | 665 | 606 | 604 | 595 | 519 | 517 | 531 | 510 | 505 | 444 | 450 | 408 | 436 | 410 | 438 | 454 | 426 | 434 | 361 | 406 | 494 | 507 | 536 |
| Para los censos de 1962 a 1999 la población legal corresponde a la población sin duplicidades (Fuente: INSEE [Consultar]) |     |     |     |     |     |     |     |     |     |     |     |     |     |     |     |     |     |     |     |     |     |     |     |     |     |     |     |     |     |     |     |

Gráfico de la evolución de la población de la comuna entre 1793 y 1999

## Administración

### Alcaldes
- Hasta marzo de 2001: Yvon Bellamy
- Desde marzo de 2001 hasta marzo de 2008: Léon Boudard
- Desde marzo de 2008: Brigitte Pourdieu

### Entidades intercomunales
Fatouville-Grestain está integrada en la Communauté de communes du canton de Beuzeville . Además forma parte de diversos sindicatos intercomunales para la prestación de diversos servicios públicos:
- S.A.E.P de Beuzeville
- Syndicat de gestion du CEG de Beuzeville
- Syndicat de l'électricité et du gaz de l'Eure (SIEGE)
- S.I.V.O.S Jacques Rueff

### Riesgos
La prefectura del departamento de Eure incluye la comuna en la previsión de riesgos mayores   por:
- Presencia de cavidades subterráneas.
- Riesgos derivados del transporte de mercancías peligrosas.
- Riesgos derivados de actividades industriales.
- Riesgo de inundación por desbordamiento del río Sena.